# Битва при Эпфахе-на-Лехе
Битва при Эпфахе-на-Лехе (нем. Schlacht bei Epfach) — сражение 743 года между войсками франкского королевства и баварского герцогства, произошедшее во время так называемого кризиса престолонаследия после смерти Карла Мартелла.
События, предшествующие битве, и сама битва были описаны в «Продолжателях Фредегара» и во франкских «Ранних Мецских анналах».
После смерти Карла Мартелла (741 г.) легитимность Каролингов как преемников Меровингов еще не была полностью признана, и этим решил воспользоваться герцог зависимой от франков Баварии из династии Агилольфингов Одилон, который поднял восстание (rebellionem excitat) против двух франкских майордомов из династии Каролингов, Пипина и Карломана. Сам он был женат на Хильтруде, их сестре. Одилон стал центром оппозиции, распространившейся по всему Западу против имперской политики двух майордомов. Его поддержали алеманнские князья и герцог Аквитании Гунальд.
Пипин и Карломан вошли в Баварию вместе со своей армией и подошли к реке Лех возле Эпфаха. «Они разбили лагерь на равнине, на берегу названной реки… которая в этом месте была непроходима». Баварцы и их союзники, саксы, алеманны и славяне, защитили себя укреплением (рвом) на Лехе и насмехались над франками.
Папский посланник Сергий, бывший при Одилоне, был направлен к Карломану и Пипину. «Властью господина папы он запретил битву и якобы по решению вышеназванного понтифика убеждал франков оставить баваров в покое».
После того, как две армии в течение 15 дней простояли на реке, франки пересекли Лех в болотистом месте и ночью атаковали баварцев и их союзников во фланг и тыл. Застав врасплох противника, франки перебили всех, кто попался им под руку. Одилон с остатками своего войска избежал резни и бежал на восток за Инн, где его преследовал Пиппин.
Франки оставались в Баварии 52 дня и перераспределили западнобаварские владения. Так как баварская знать была практически уничтожена в ходе ночного налета, многие герцогские владения перешли во владение вассалов Каролингов. Позже, в 744 году, между Одилоном и Карломаном было заключено мирное соглашение, которое обеспечило первому признание франками его власти герцога в территориально урезанной Баварии.